# Карло Гинзбург
Карло Гинзбург (на италиански: Carlo Ginzburg; роден на 15 април 1939, Торино, Италия) е италиански историк. Той е сред създателите на микроисторията.

## Биография
Карло Гинзбург се ражда в семейството на известни литератори и антифашисти. Баща му Леон Гинзбург, родом от Одеса, един от изследователите на руската литература на XIX век и неин преводач на италиански език, е арестуван и убит от нацистите през 1944 г. Майка му Наталия Гинзбург е известна писателка. Самият той признава, че върху научното му творчество са оказали влияние руската литература на XIX век и съветското кино от 1920 – 1930-те години, с които се запознава благодарение на дейността на своя баща.
През 1961 г. завършва Висшето нормално училище в Пиза, след което става доктор по история. Преподава в различни университети на Италия и САЩ (Римски, Болонски, на Лече, Принстънски, Харвардски, Йейлски). От 1988 до 2006 г. е професор по изследвания на Италианския ренесанс в Калифорнийския университет в Лос Анджелис, а от 2006 до 2010 г. е професор по история на европейската култура в своята алма матер в Пиза.
Почетен доктор на Еврейския колеж в Лос Анджелис (1994), Свободния университет в Брюксел (2002), Еврейския университет в Йерусалим (2006), Университета „Адолфо Ибанес“ в Сантяго де Чили (2008), Независимия университет в Мексико сити (2008), Букурещкия университет (2009), Държавния университет в Тбилиси (2011), Университета „Бордо-Монтен“ (октомври 2012), Страсбургския университет (2013) и на Лиежкия университет (28 март 2015).

## Научно развитие и идеи
В началото на 60-те години започва работа с материали от процесите на Инквизицията от XVI—XVII век. По-късно активно отстоява позицията архивите на Ватикана да бъдат отворени за широк кръг изследователи.
Първата му монография – I benandanti. Ricerche sulla stregoneria e sui culti agrari tra Cinquecento e Seicento (Бенандантите. Изследвания на магьосничеството и аграрните култове през XVI и XVII век. 1966) – е посветена на архаичните езически култове на плодородието в област Фриули в Северна Италия. Местните селяни вярвали в съществуването на особена категория хора, „бенанданти“, които са надарени със свръхестествени способности и са можели да бъдат използвани, за да предизвикват плодородие и да гонят злите сили от отвъдното. Гинзбург стига до извода, че към XVI–XVII век във връзка с промяната на ролята на „бенанданти“ и засилването на лова на вещици се извършва промяна и в образа им в съзнанието на местното население: започнали да ги смятат за слуги на Сатаната.
Най-прочутата книга на Гинзбург е „Сиренето и червеите: Космосът на един мелничар от XVI век“ (1976). В нея върху материал от протоколите на инквизицията Гинзбург описва възгледите на самоукия еретик Менокио (Доменико Скандело), мелничар от Фриули. Заглавието на книгата идва от идеята на Менокио за това, че ангелите и бог са се пръкнали от хаоса по същия начин, както и червеите в сиренето. Менокио си позволявал да изрича в своето село публично радикалните си разбрания за структурата на света, за Исус, за християнската църква и другите религии. Гинзбург се старае да демонстрира как обикновеният човек формира у себе си неортодоксални представи, и затова подчертава влиянието на народните предхристиянски представи, на протестантството, а също и на достъпните на Менокио книги (Библията на италиански език; Декамерон; Пътешествията на Джон Мандевил; житията на светиите; няколко други книги от битов, исторически и религиозен характер; може би и Корана). Прочетените от Менокио книги са подложени на необикновена интерпретация и получават неортодоксален смисъл. Освен това Гинзбург обръща внимание как всяко всекидневно наблюдение (например за червеите, които се появяват в гниещото сирене) е можело да подхрани „еретичните“ представи на Менокио.
В труда си Storia notturna. Una decifrazione del sabba (Среднощна история: Интерпретация на лова на вещици. 1989) Гинзбург предполага, че негативното отношение към вещиците е сравнително късно и е свързано с активността на инквизицията, защото първоначално в масовото съзнание са били оценявани неутрално или дори положително, като им се е признавала способността да осъществяват връзка с отвъдния свят в интерес на хората.
В 1984 г. Гинзбург пише критична статия върху ранните трудове на Жорж Дюмезил, при което му вменява съпричастност към нацистката идеология. Публикацията се оценява като несъстоятелна и клеветническа и полемиката около нея довежда до издаването на критична книга. През 1993 г. на Гинзбург е присъдена анти-наградата „Лисенко“.
През 1999 г. излиза сборникът му със статии History, Rhetoric, and Proof (Историята, риториката и доказателството), замислен като полемика с постмодернистката историография.

## Награди
- Награда Аби Варбург (1992),
- Награда Виареджо (1998),
- Награда Балцан (2010).[5]

## Книги и по-значими публикации
- I benandanti. Ricerche sulla stregoneria e sui culti agrari tra Cinquecento e Seicento (Бенандантите (на италиански: „благополучните“). Изследвания на магьосничеството и аграрните култове през XVI и XVII век) (Einaudi, 1966, преизд. 1972, 2002)
- Il nicodemismo. Simulazione e dissimulazione religiosa nell’Europa del Cinquecento (Никодемизмът. Религиозни симулации и укривания в Европа през XVI век) (Einaudi, 1970)
- Превод на „Лекции по история“ на Едуард Халет Кар (Einaudi, 1972, ново изд. 2000)
- Превод на „Характерни черти на френската аграрна история“ на Марк Блок (Einaudi, 1973)
- Превод (заедно с Андреа Гинзбург) на „Икономическата изостаналост в историческа перспектива“ на Аликзандър Гершенкрон (Einaudi, 1974)
- Предговор към „Кралете чудотворци“ на Марк Блок (Einaudi, 1975, преизд. 1984)
- Il formaggio e i vermi. Il cosmo di un mugnaio del Cinquecento (Сиренето и червеите: Космосът на един мелничар от XVI век) (Einaudi, 1976, преизд. 1999, 2009)
- Предговор към „Народната култура в зората на модерна Европа“ на Питър Бърк (Mondadori, 1980)
- Indagini su Piero. Il Battesimo, il ciclo di Arezzo, La Flagellazione di Urbino (Енигмата на Пиеро) (Einaudi, 1982, преизд. 2001)
- Послеслов към „Завръщането на Мартин Гер“ на Натали Зимън Дейвис (Einaudi, 1984)
- Предговор към „Фигури на мошеничеството“ на Роже Шартие (Istituto dell’Enciclopedia italiana, 1984)
- Storia notturna. Una decifrazione del sabba (Среднощна история: Интерпретация на лова на вещици) (Einaudi, 1989, преизд. 2008)
- Il giudice e lo storico. Considerazioni in margine al processo Sofri (Съдията и историкът: Изводи в маргиналиите на процеса Софри) (Einaudi, 1991, преизд. Feltrinelli, 2006)
- Miti emblemi spie. Morfologia e storia (Митове, емблеми, следи. Морфология и история) (Einaudi, 1986, преизд. 2000)
- Jean Fouquet. Ritratto del buffone gonella (Жан Фуке. Завръщането на шута) (Franco Cosimo Panini, 1996)
- Occhiacci di legno. Nove riflessioni sulla distanza (Намръщеността на дървото. Нови размисли за дистанцията) (Feltrinelli, 1998) (награда Виареджо)
- History, Rhetoric, and Proof. The Menachem Stern Jerusalem Lectures (Историята, реториката и доказателството. Йерусалимски лекции) (London – Hannover, 1999). ((en))
- Rapporti di forza. Storia, retorica, prova (Доклади за силата. История, реторика, тестове) (Feltrinelli, 2000)
- Nessuna isola è un’isola. Quattro sguardi sulla letteratura inglese (Нито един остров не е остров. Четири погледа към английската литература) (Feltrinelli, 2002)
- Il filo e le tracce. Vero falso finto (Нишки и следи: Истинно, лъжливо, фиктивно) (Feltrinelli, 2006)
- Paura, reverenza, terrore. Rileggere Hobbes oggi (Страх, благоговение, терор. Да четем Хобс днес) (Monte Università Parma, 2008)
- Nondimanco. Machiavelli, Pascal. Milano: Adelphi, Saggi. Nuova serie, 81, 2018, ISBN 978-88-459-3314-1, pp. 242

### На български
- „Саморефлексии. Размисли върху една парадигма, двайсет и пет години по-късно“. – Социологически проблеми, 2010, кн. 3–4, с.90-100.
- „Да превърнем в изкупителна жертва Кеди, да превърнем в изкупителна жертва себе си“. – Социологически проблеми, 2010, кн. 3–4, с.101-111.
- „Европейците преоткриват Тютюна“. – Литературен вестник, n.27, 07/2012
- Дървени очища. Девет разсъждения върху дистанцията, София: ИК „Критика и хуманизъм“, 2016[6]